# Ернст Флоріан Вінтер
Ернст Флоріан Вінтер (16 грудня 1923 — 16 квітня 2014) австро-американський історик та політолог, перший директор Дипломатичної академії Відня після Другої світової війни, а також голова міжнародної ради австрійської служби за кордоном.

## Біографія

### Дитинство
Ернст Флоріан Вінтер народився у Відні, Австрії. Найстарший з восьми дітей соціолога і колишнього третього віцемера Відня (1934—1936) Ернста Карла Вінтера. Ернст Флоріан Вінтер навчався в гуманістичній гімназії в Klostergasse у Верингу, а згодом у Neulandschule. Був членом австрійської католицької Bund Neuland. Альфонс Стілфрід і брати Отто та Фріц Мольден були в тій же спільноті.
Вінтер супроводжував свого батька, Ернста Карла, в його ранній політичній кар'єрі. В їхній домівці постійно відбувалися довготривалі дискусії, на яких були присутні такі люди, як Альфред Міссонг, Август Марія Кноль, Ганс Карл фон Цеснершпітцберг і Енгельберт Дольфус. Коли федеральний канцлер Курт Шушніг повернувся із зустрічі з Гітлером у Берггоф, 12 лютого 1938 року, він відвідав будинок сім'ї Вінтерів, щоб поговорити з Ернестом Карлом Вінером. 14-річний Ернест Флоріан Вінтер підтримував їхню дискусію.
За кілька днів до аншлюсу, в березні 1938 року, Ернст Карл Вінтер через політичні причини, за наполяганнямГанса Кельзена, здійснив втечу з Австрії до Швейцарії. Він був змушений залишити свою сім'ю позаду. Коли гестапо прийшли до будинку Вінтерів, і не змогли знайти Ернста Карла, вони взяли його сина, Ернста Флоріана, до поліцейської дільниці. Матері Ернста Флоріана, Маргарет, вдалося звільнити його того ж дня. Кілька днів по тому Маргарет, її син Ернст Флоріан і його шість братів та сестер втекли з Австрії (його молодший брат народився після того, як сім'я переїхала до Сполучених Штатів Америки).

### Еміграція до Америки
Через Швейцарію, Францію та Англію Вінтери емігрували до Нью-Йорку в жовтні 1939 року. Вони були одними з перших неєврейських емігрантських родин. Через те, що у Нью-Йорку не було жодних австрійських спільнот, багато австрійських іммігрантів майже щонеділі зустрічалися в будинку Вінтерів. На початку 1939 року, Ернст Карл Вінтер заснував Австрійський Американський Центр у Нью-Йорку, який був першим безпартійним національним комітетом. Цей комітет регулярно організовував демонстрації і марші, а також випускав щотижневі видання. Було не багато неповнолітніх серед емігрантів, проте Ернст Флоріан Вінтер був визнаний як лідер. Кілька десятків підлітків регулярно відзначали паради на П'ятій авеню. Разом зі своїм батьком Ернст Флоріан зустрічав віцепрезидента США Генрі Воллеса.
Вінтер не приєднався до «Österreichische Bataillon» ініційовану Отто фон Габсбургом, тому що він мав екзамени для інструкторів з лижів (потрібне уточнення). Як член «Ski Patrol System», він отримав лист від військового міністра США, який планував створити гірську дивізію. На своє вісімнадцятиріччя він приєднався до армії США, хоча у своїй анкеті написав «добровільно приєднуюся для того, щоб звільнити мою рідну країну Австрію, але я не охочий до вбивств». На його суворе ставлення вплинуло те, що він побачив фотографії нацистських концентраційних таборів у видавництві свого батька, що дуже його обтяжувало. 1943 року Вінтер отримав американське громадянство, а в 1944 році здобув ступінь в Університеті Мічигану.

### Звільнення батьківщини
Вінтер брав участь у вторгненні до Нормандії. Він був першим австро-американцем, який увійшов до Innviertel 4 травня 1945 року разом з 86-ю дивізією армії США в Бургхаузені, де він перебував у Brauerei Schnait.
За наказом барона Георга Людвіга фон Траппа, Вінтер мав вигляд на особняк в Айгені, який був літньою резиденцією рейхсфюрера-СС Генріха Гіммлера. Там він виявив, що будинок-каплиця мав свастику, вирізьблену на вівтарі. Через кілька тижнів після звільнення Вінтеру знову довелося покинути свою батьківщину. Його дивізія вирушила до Японії, де вони мали аналогічні обов'язки.

### Наукові дослідження та доктрина
Після того, як Вінтер повернувся до США, він здобув вищу освіту в області соціальних наук в Колумбійському коледжі. Вивчав політологію та міжнародні відносини в Колумбійському університеті. 1951 року здобув ступінь магістра в області гуманітарних наук. Його тема була «Порівняльний аналіз Реннер-режиму 1918 та 1945 років». Ернст Флоріан здобув свій ступінь доктора філософії в 1954 році. Його дисертація була на тему «Австрійське сільське господарство в період з 1918 по 1945 рік».
Вінтер розпочав свою наукову кар'єру як професор історії та політології в коледжі Іони в Нью-Рошель, штат Нью-Йорк. Він також слугував як запрошений професор в Школі права і дипломатії ім. Флетчера, Принстонському університеті, Джорджтаунському університеті та Університеті Індіани.

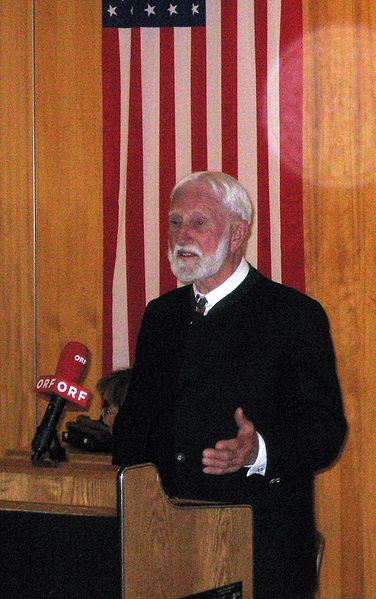
Ернст Флоріан Вінтер дає презентацію.

У 1960 році він повернувся до Австрії, щоб встановити область вивчення політичної науки. 1964 року державний секретар Бруно Крайський обрав Вінтера директором Дипломатичного університету Відня, де Ернст Флоріан працював професором протягом багатьох десятиліть. Він також почав працювати асистентом в Інституті вищих досліджень (IHS), при його заснуванні у 1963 році. Вінтер був директором IHS в період з 1967 по 1968 роки.
Ернст Флоріан Вінтер був одружений з Йоанною фон Трапп (1919—1994), донькою Георга Людвіга фон Траппа. Вони були одружені з 1948 по 1994 рік і мали семеро дітей: Ернста Флоріана (1949—1969), Йоанну, Флоріана, Нотбурга, Агату, Хемму та Северин. З 1964 по 1977 рік вони жили разом в Schloss Eichbüchel у Katzeldorf. Там вони мали «Eichbüchler-Gespräche» (переговори) та семінари Австрії протягом десяти років. Серед запрошених професорів були такі, як Оскар Морґенштерн, Пауль Лазарсфельд, Фрідріх Хір та Генрі Кіссінджер.

### Дипломатична кар'єра
У період з 1968 по 1970 рік Вінтер був директором соціальних наук в ЮНЕСКО у Парижі. Водночас він був головним переговірником між Сполученими Штатами Америки і Китайською Народною Республікою. Вінтер був членом комісії ООН Сполучених Штатів для розробки стратегії для Китаю в період з 1970 по 1972 роки. У січні 1970.03. Генрі Кіссинджер відправив його попросити китайсько-канадського вченого і політичного активіста Паула Лін передати конфіденційне повідомлення для Жоу Еньлая, передаючи бажання Кіссінджер зустрітися з китайськими лідерами у зв'язку з візитом президента Річарда Ніксона до Китаю. У січні 1972 року він став першим американцем, якого запросив китайський прем'єр Жоу Еньлай на два місяці перебування в Інституті зовнішньої політики в Китаї. У 1974 році, в рамках ЮНЕП-ФАО, Вінтер був головою першої місії агентства ООН в Китаї. У наступному році він керував місією Китаю ЮНЕП-ВООЗ.

## Особисті заняття

### Сільське господарство в Косово
Починаючи з 1990-х років, Вінтер починає розвивати органічну самопідтримуючу площу в Defereggental на сході Тіролю. Він брав участь у програмі навколишнього середовища Організації Об'єднаних Націй під назвою «Сільське господарство в Косово». У рамках цієї програми він викладав в Університеті бізнесу і технологій у Приштині.

### Австрійська служба за кордоном
Починаючи з 2009 року, Вінтер був головою міжнародної ради Австрійської служби за кордоном. 

## Нагороди
- 3 травня 2008 року Вінтер був нагороджений премією Egon Ranshofen-Wertheimer в Браунау-ам-Інн. Австрійські емігранти отримали цей приз за відданість Австрії. Вінтер розділяє цю нагороду з сім'єю Траппа та актором Dietmar Schönherr.
- 10 серпня 2010 року федеральний президент Heinz Fischer нагородив Вінтера австрійським Хрестом Пошани науки та мистецтва, 1-го класу.
- 10 жовтня 2010 року у Pfaffstätten, Вінтер (разом із Mirie Rushani) був нагороджений Weltmenschpreis 2010.
- У 2012 році він отримав орден за заслуги у визволенні Австрії.